# 青朱出入图
青朱出入图，是东汉末年数学家刘徽根据“割补术”运用数形关系证明勾股定理的几何证明法，其法富有东方智慧，特色鲜明、通俗易懂。

刘徽 青朱出入图

## 歷史
勾股定理（也称商高定理）是中国古代天文观测实践中立竿测影的重大发现，在中国古代数学、天文历法和工程运用极其广泛，影响深远。最早数学著作记述见于《周髀算经》中周公与商高的对话。对话中提及大禹治水时期，勾股定理就已经应用于治水工程中，还延伸至国家建章立制的政治高度—“故禹之所以治天下者，此数之所生也。”
《周髀算经》中记载，周公后人陈子叙述的勾股定理公式为“若求邪至日者，以日下为勾，日高为股，勾股各自乘，并而开方除之，得邪至日”，即{\displaystyle a^{2}+b^{2}=c^{2}\,}
《史记·夏本纪》记载大禹治水：“陆行乘车，水行乘船，泥行乘橇，山行乘檋。左准绳，右规矩，载四时，以开九州，通九道，陂九泽，度九山。”其中的规和矩就是运用勾股定理的实用工具之一。
刘徽在《九章算术注》序言中，言及周代运用勾股定理立杆测影：“以南戴日下及日去地为勾、股，为之求弦，即日去人也。以径寸之筒南望日，日满筒空，则定筒之长短以为股率，以筒径为勾率，日去人之数为大股，大股之勾即日径也。虽夫圆穹之象犹曰可度，又况泰山之高与江海之广哉。”。这段论述，是勾股定理在古代中国用于立杆测影的佐证之一。
因此，历代中国数学家对勾股理论非常重视，倾注大量心血进行研究，成果斐然，以东汉末期赵爽勾股弦图（即：勾股圆方图）为代表。
2002年第24届国际数学家大会（ICM）在北京召开。中国邮政发行一枚邮资明信片，邮资图就是这次大会的会标—中国古代证明勾股定理的赵爽弦图。

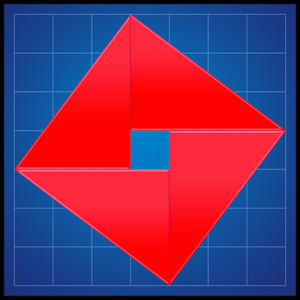
赵爽 勾股圆方图

在上述背景下，数学家刘徽（公元263年）作《九章算术注》时，依据其“割补术”为证勾股定理另辟蹊径而作“青朱出入图”。图虽失传，但据其“出入相补、以盈补虚”原理，参照书中类似方法，后人还原了此图。

## 方法
刘徽描述此图，“勾自乘为朱方，股自乘为青方，令出入相补，各从其类，因就其余不动也，合成弦方之幂。开方除之，即弦也。”其大意为，一个任意直角三角形，以勾宽作红色正方形即朱方，以股长作青色正方形即青方。将朱方、青方两个正方形对齐底边排列，再进行割补—以盈补虚，分割线内不动，线外则“各从其类”，以合成弦的正方形即弦方，弦方开方即为弦长。
上述内容直白表达就是，青朱两个正方形经过分割、拼合成以弦长为边长的新正方形，重点在于新形成的正方形是在原来两个正方形基础上拼合而成，这就完全适合直角三角形两条直角边的平方和等于斜边平方的判定原则。
此外，作为中国历史上最伟大的数学家之一，刘徽作《九章算术注》时，在勾股理论方面逐一论证了有关勾股定理与解勾股形的计算原理，发展了勾股测量术。通过对“勾中容横”与“股中容直”之类的典型图形的论析，建立了相似勾股形理论。

## 評價
青朱出入图在勾股定理几何证明中别开生面，不著一字即可让人心领神会，故与赵爽勾股圆方图相映成趣，前者纵横交错寓圆于方，后者割矩为方巧施损益，为中华先祖最早发现勾股定理在理论上作出了完美之诠释，是东方智慧的特定产物。
青朱出入图因其特色鲜明，备受后世瞩目。1978年，华罗庚先生修改旧作《大哉数学之为用》，重新以《数学的用场与发展》发表，文中对青朱出入图给予极高评价：“顺顺便提一下，如果我们宇宙航船到了一个星球上，那儿也有如我们人类一样高级的生物存在，我们用什么东西作为我们之间的媒介？带幅画去吧，那边风景殊，不了解；带一段录音去吧，也不能沟通。我看最好带两个图形去：一个『数』一个『数形关系』（勾股定理）。为了使那里较高级的生物知道我们会几何证明，还可送去上面的图形，即『青朱出入图』。这些都是我国古代数学史上的成就。”